# Württemberg-Badens voetbalkampioenschap
Het Württemberg-Badens voetbalkampioenschap was een van de regionale voetbalcompetities van de Zuid-Duitse voetbalbond, die bestond van 1919 tot 1933. 

## Geschiedenis
Voor het einde van de Eerste Wereldoorlog speelden de clubs uit Württemberg en Baden in de Südkreisliga. In deze competitie speelden ook clubs uit Elzas-Lotharingen, een regio die na het Verdrag van Versailles terug aan Frankrijk afgestaan werd.
De vooroorlogse competities werden niet allemaal verder gespeeld en de clubs uit Württemberg speelden in de Kreisliga Württemberg en die uit Baden in de Kreisliga Baden. Beide competities bestonden langs elkaar en de winnaar plaatste zich voor de Zuid-Duitse eindronde. 
Vanaf 1921 werden de twee competities ondergebracht in de Bezirksliga Württemberg-Baden, al bleven de competities nog twee jaar langs elkaar bestaan, wel werd er voor de algemene titel gestreden. Van 1923 tot 1927 was er slechts één reeks en speelden alle clubs dus samen. In 1927 werden de competities opnieuw gesplitst, nog steeds onder de noemer Bezirksliga Württemberg-Baden en plaatsten ze zich rechtstreeks voor de eindronde zonder nog om de algemene titel te spelen.
Voor de oorlog domineerden de clubs uit de Südkreisliga de Zuid-Duitse competitie en slechts drie titels kwamen niet uit deze competitie, bovendien konden ook Freiburger FC, Phönix Karlsruhe en Karlsruher FV ook de landstitel veroveren. Na de oorlog namen de Beierse clubs de fakkel over en geen enkele club kon nog de titel of zelfs maar de tweede plaats veroveren. 

## Erelijst
Vetgedrukt clubs die algemeen Württemberg-Badens kampioen werden. 
| Jaar | Kampioen                    | Competitie        |
| ---- | --------------------------- | ----------------- |
| 1920 | Stuttgarter SC              | Württemberg       |
| 1920 | Freiburger FC               | Baden             |
| 1921 | FC Stuttgarter Kickers      | Württemberg       |
| 1921 | 1. FC Pforzheim             | Zuidwest          |
| 1922 | Sportfreunde Stuttgart 1874 | Württemberg       |
| 1922 | Karlsruher FV               | Zuidwest          |
| 1923 | FC Stuttgarter Kickers      | Württemberg       |
| 1923 | 1. FC Pforzheim             | Baden             |
| 1924 | FC Stuttgarter Kickers      | Württemberg-Baden |
| 1925 | FC Stuttgarter Kickers      | Württemberg-Baden |
| 1926 | Karlsruher FV 1891          | Württemberg-Baden |
| 1927 | VfB Stuttgart 1893          | Württemberg-Baden |
| 1928 | FC Stuttgarter Kickers      | Württemberg       |
| 1928 | Karlsruher FV               | Baden             |
| 1929 | FC Germania Brötzingen      | Württemberg       |
| 1929 | Karlsruher FV               | Baden             |
| 1930 | VfB 1893 Stuttgart          | Württemberg       |
| 1930 | Freiburger FC               | Baden             |
| 1931 | FV Union Böckingen          | Württemberg       |
| 1931 | Karlsruher FV               | Baden             |
| 1932 | 1. FC Pforzheim             | Württemberg       |
| 1932 | Karlsruher FV               | Baden             |
| 1933 | FC Stuttgarter Kickers      | Württemberg       |
| 1933 | Karlsruher FC Phönix        | Baden             |

## Seizoenen eerste klasse
| Club                        | /14 | Seizoenen (1905-1914, 1919-1933) |
| --------------------------- | --- | -------------------------------- |
| FC Stuttgarter Kickers      | 14  | 1919-1933                        |
| Freiburger FC               | 14  | 1919-1933                        |
| VfB Stuttgart               | 13  | 1919-1923, 1924-1933             |
| Karlsruher FV               | 12  | 1919-1923, 1925-1933             |
| Karlsruher FC Phönix        | 12  | 1919-1924, 1926-1933             |
| VfR Heilbronn               | 12  | 1920-1932                        |
| Stuttgarter SC              | 11  | 1919-1929, 1932-1933             |
| 1. FC Pforzheim             | 11  | 1919-1926, 1929-1933             |
| SC Freiburg                 | 11  | 1920-1923, 1924-1925, 1926-1933  |
| FV Union 08 Böckingen       | 9   | 1920-1922, 1926-1933             |
| Sportfreunde Stuttgart      | 8   | 1919-1923, 1926-1930             |
| FC Mühlburg 1905            | 8   | 1919-1925, 1931-1933             |
| VfB 1898 Karlsruhe          | 8   | 1919-1923, 1927-1928, 1930-1933  |
| FC Germania Brötzingen      | 8   | 1920-1923, 1928-1933             |
| 1. FC 08 Birkenfeld         | 8   | 1921-1922, 1925-1926, 1927-1933  |
| FV Zuffenhausen             | 6   | 1919-1922, 1927-1928, 1930-1932  |
| SpVgg 1898 Feuerbach        | 6   | 1920-1924, 1931-1933             |
| FC 08 Villingen             | 5   | 1927-1932                        |
| FV Rastatt 04               | 5   | 1928-1933                        |
| FV Ulm 1894                 | 4   | 1919-1923                        |
| SpVgg Freiburg              | 4   | 1919-1920, 1927-1930             |
| Offenburger FV 1907         | 4   | 1921-1922, 1927-1929, 1932-1933  |
| SpVgg Schramberg 08         | 4   | 1929-1933                        |
| FV Beiertheim               | 3   | 1919-1922                        |
| SpVgg Tübingen              | 2   | 1919-1920, 1921-1922             |
| VfR Pforzheim               | 2   | 1920-1922                        |
| SpVgg Cannstatt             | 2   | 1920-1922                        |
| FC Frankonia 1895 Karlsruhe | 2   | 1921-1922, 1932-1933             |
| SV Eintracht Stuttgart      | 2   | 1921-1923                        |
| Sportfreunde 1902 Esslingen | 2   | 1931-1933                        |
| 1. FC Normannia Gmünd       | 2   | 1921-1922, 1932-1933             |
| FC Viktoria Feuerbach       | 1   | 1919-1920                        |
| Heilbronner FVgg            | 1   | 1919-1920                        |
| FV Kornwestheim             | 1   | 1919-1920                        |
| TB 1846 Ulm                 | 1   | 1921-1922                        |
| VfB Pforzheim               | 1   | 1919-1920                        |
| BSC Pforzheim               | 1   | 1919-1920                        |
| 1. FC Rheinfelden           | 1   | 1931-1932                        |
| VfR 1904 Gaisburg           | 1   | 1927-1928                        |
| FV Lörrach 02               | 1   | 1921-1922                        |
| VfL Stuttgart               | 1   | 1921-1922                        |
| FC Pfeil Gaisburg           | 1   | 1921-1922                        |
| FC Germania Durlach         | 1   | 1921-1922                        |
| SC 05 Pforzheim             | 1   | 1921-1922                        |

1919/20 · 1920/21 · 1921/22 · 1922/23 · 1923/24 · 1924/25 · 1925/26 · 1926/27 · 1927/28 · 1928/29 · 1929/30 · 1930/31 · 1931/32 · 1932/33